# Hosszúfarkú hajó

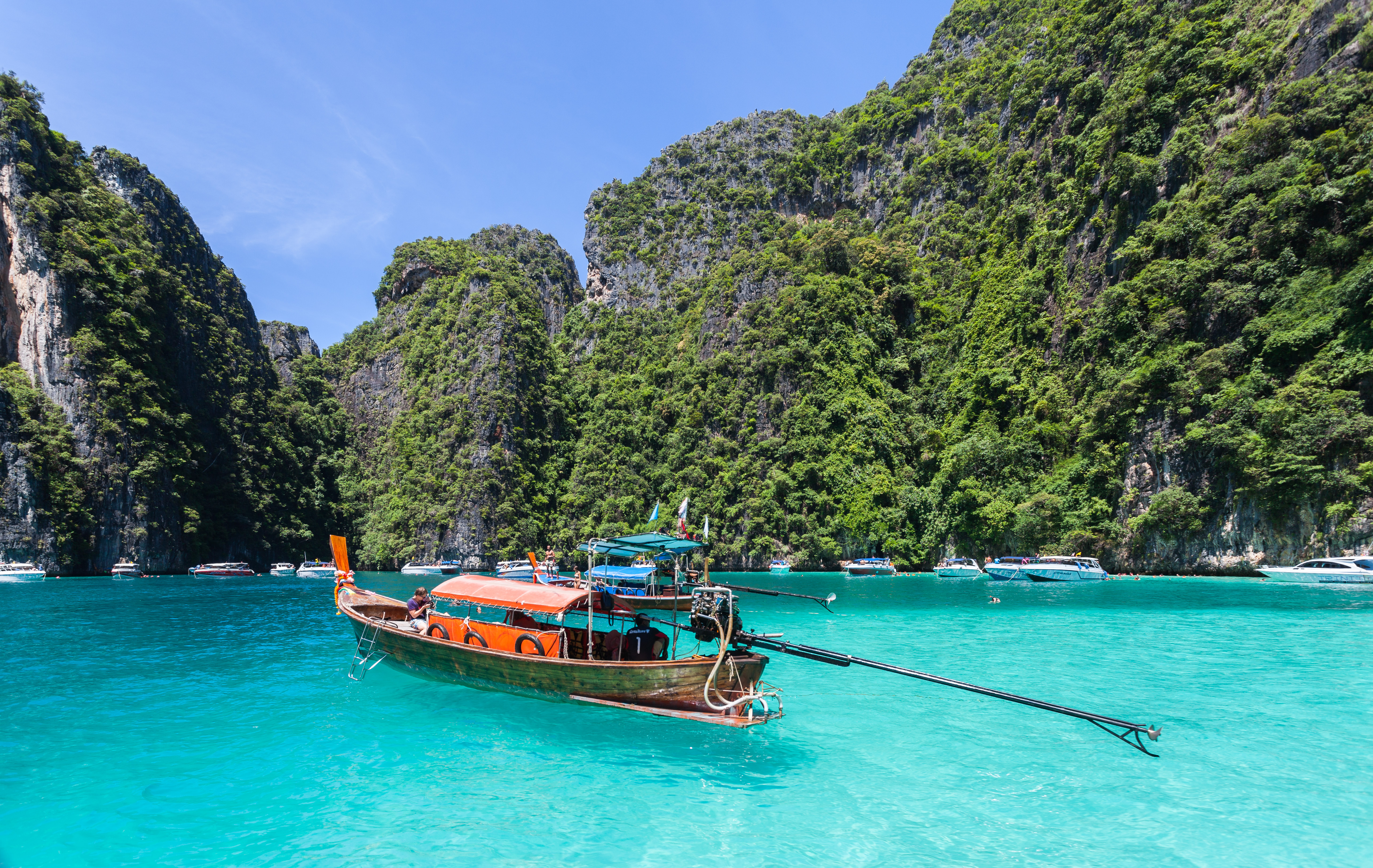
Hosszúfarkú hajó a Phi Phi Lay-szigetnél, Thaiföldön

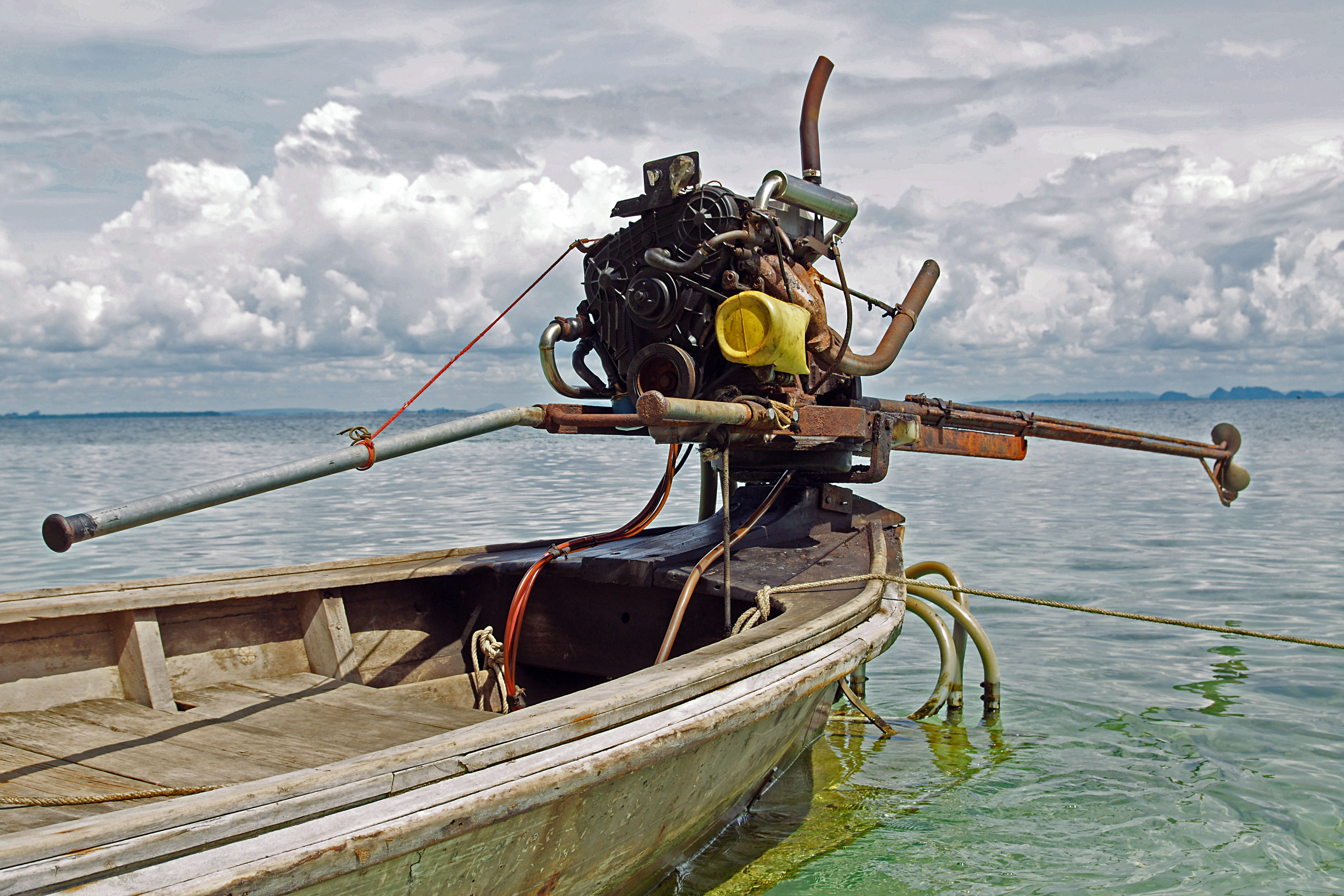
Hosszúfarkú hajó motorja

A hosszúfarkú hajó (thaiul: เรือหางยาว; thai latin átírásban ruea hang yao) vízijármű típus Délkelet-Ázsiában. Nevét onnan kapta, hogy a hajócsavar tengelye 2–4 méterre is kinyúlik hátul. Általában nagyobb teljesítményű használt autómotor hajtja. Utasok szállítására szolgál. A hajótörzs kenuszerű, könnyű, és legfeljebb 30 méter hosszú. Nagyon sokféle van belőle. A közös vonás szinte csak a másodkézből vett gépkocsi- vagy teherautó-motor.

## Fordítás
Ez a szócikk részben vagy egészben  a   Long-tail boat című angol Wikipédia-szócikk ezen változatának fordításán alapul.  Az eredeti cikk szerkesztőit annak laptörténete sorolja fel. Ez a jelzés csupán a megfogalmazás eredetét és a szerzői jogokat jelzi, nem szolgál a cikkben szereplő információk forrásmegjelöléseként.